# Carolina Almqvist
Carolina (Karolina, Lina) Almqvist, född 12 juni 1829 i Bäcke, död 21 april 1861 i Uddevalla, var en svensk psalmförfattare och flickpensionsföreståndare.
Carolina Almqvist var dotter till brukspatron Anders Tore A. (1805–1852) och Karolina Gustava de Falck (1801–1873). 
Hon blev föreståndare för en flickpension i Uddevalla och diktade sånger för både barn och vuxna samt romanen "Anna eller Lifvets skola" (Jönköping 1861). 
Almqvist finns representerad bland annat i sångböckerna Guds lov 1935, Svenska Missionsförbundets sångbok 1920 (SMF 1920) och Lova Herren 1988.

## Psalmer
- Lova Herren, min själ i Lova Herren 1987 nr 512, skriven 1861 Finns på Wikisource.
- Ni korpungar små i Guds lov 1935 nr 549 Finns på Wikisource.
- Stilla, o var stilla i Svenska missionsförbundets sångbok 1920 nr 307. Bearbetad av Joël Blomqvist.